# Beinn Bheigeir
Beinn Bheigeir, auch Beinn Bheigier oder veraltet Ben Vigory, ist der höchste Berg auf der schottischen Hebrideninsel Islay. Die Erhebung besteht aus drei 491 m, 460 m beziehungsweise 456 m hohen Gipfeln, die sich entlang eines Grates aufreihen. Der Berg befindet sich nahe der Ostküste der Insel etwa 4,5 km südwestlich des Kaps McArthur’s Head und zwölf Kilometer südlich des Fährhafens Port Askaig. Im Umkreis von fünf Kilometern befinden sich mit Beinn na Caillich, Sgorr nam Faoileann, Glas Bheinn, Beinn Bhàn und Beinn Uraraidh fünf weitere Berge.
Um das Jahr 1600 fand in der Umgebung des Berges eine entscheidende Schlacht statt, bei der Hector Og Maclean, Anführer des Clans MacLean, den Clan MacDonald, der den Lord of the Isles stellte, angriff. Die MacLeans gingen als Sieger hervor und plünderten anschließend die Insel.
Glas Bheinn liegt in einem dünnbesiedelten Teil der Insel, weshalb auch keine Straßen zu dem Berg führen. Es sind jedoch Wanderrouten zu dem Berg beschrieben, die auch die umliegenden Gipfel miteinschließen.